# Tiepină
Tiepina este un compus heterociclic heptaciclic, polinesaturat, cu sulf, cu formula chimică C6H6S. Compusul este instabil și se prezice că ar fi antiaromatic. Derivații acestuia care au fost izolați prezintă un nucleu C6S non-planar, ceea ce a fost demonstrat prin cristalografie de raze X.
Două medicamente cu structură derivată de la tiepină (dibenzotiepine) sunt dosulepină și zotepină.